# Hauptstrasse 130
Die Hauptstrasse 130 (französisch Route principale 130) ist eine Schweizer Hauptstrasse im Bezirk Jura-Nord vaudois im Kanton Waadt. Sie verbindet den Bezirkshauptort Yverdon-les-Bains mit den Ortschaften ganz im Westen der Region im Vallée de Joux.

## Bilder

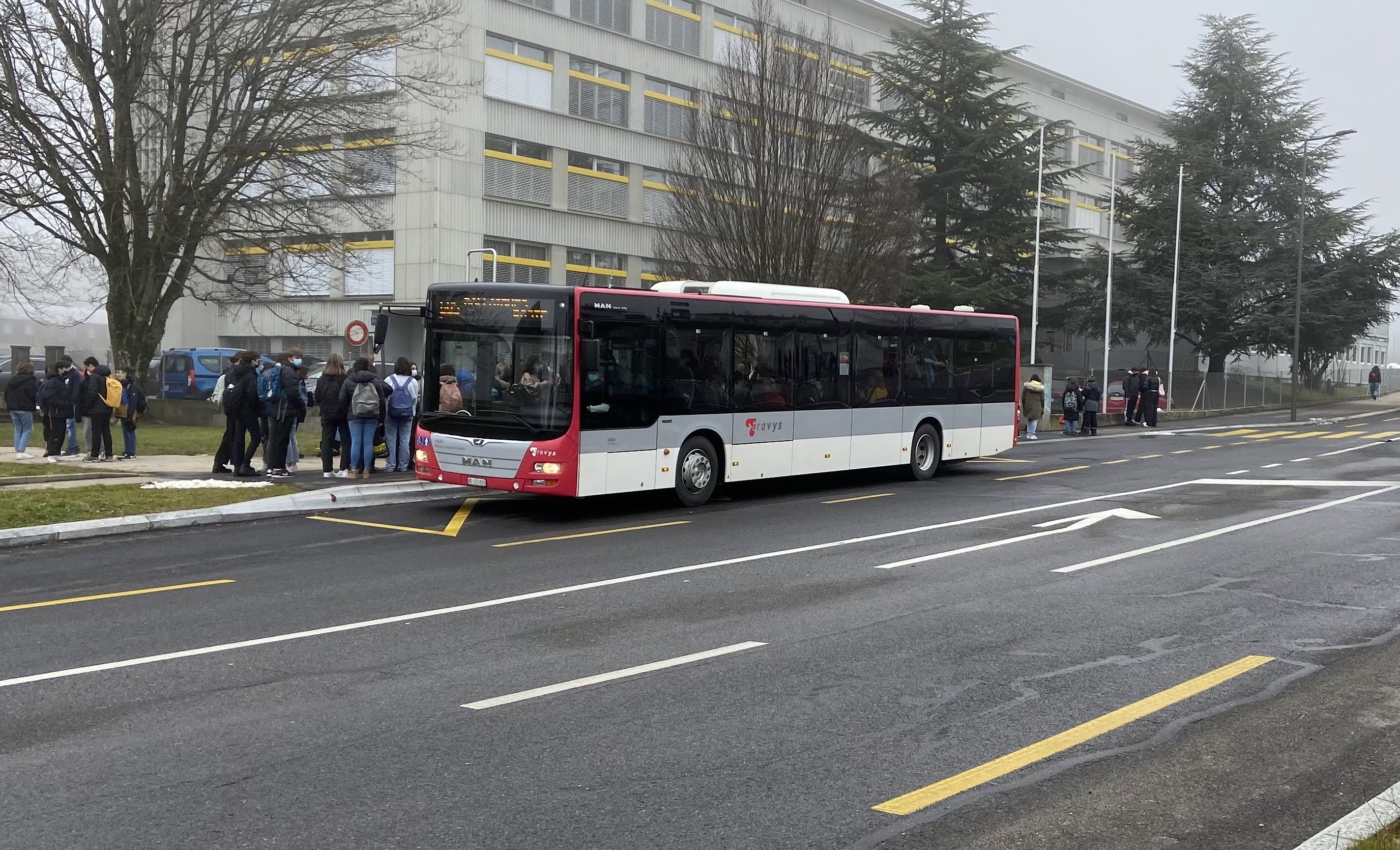
Strasse in Orbe
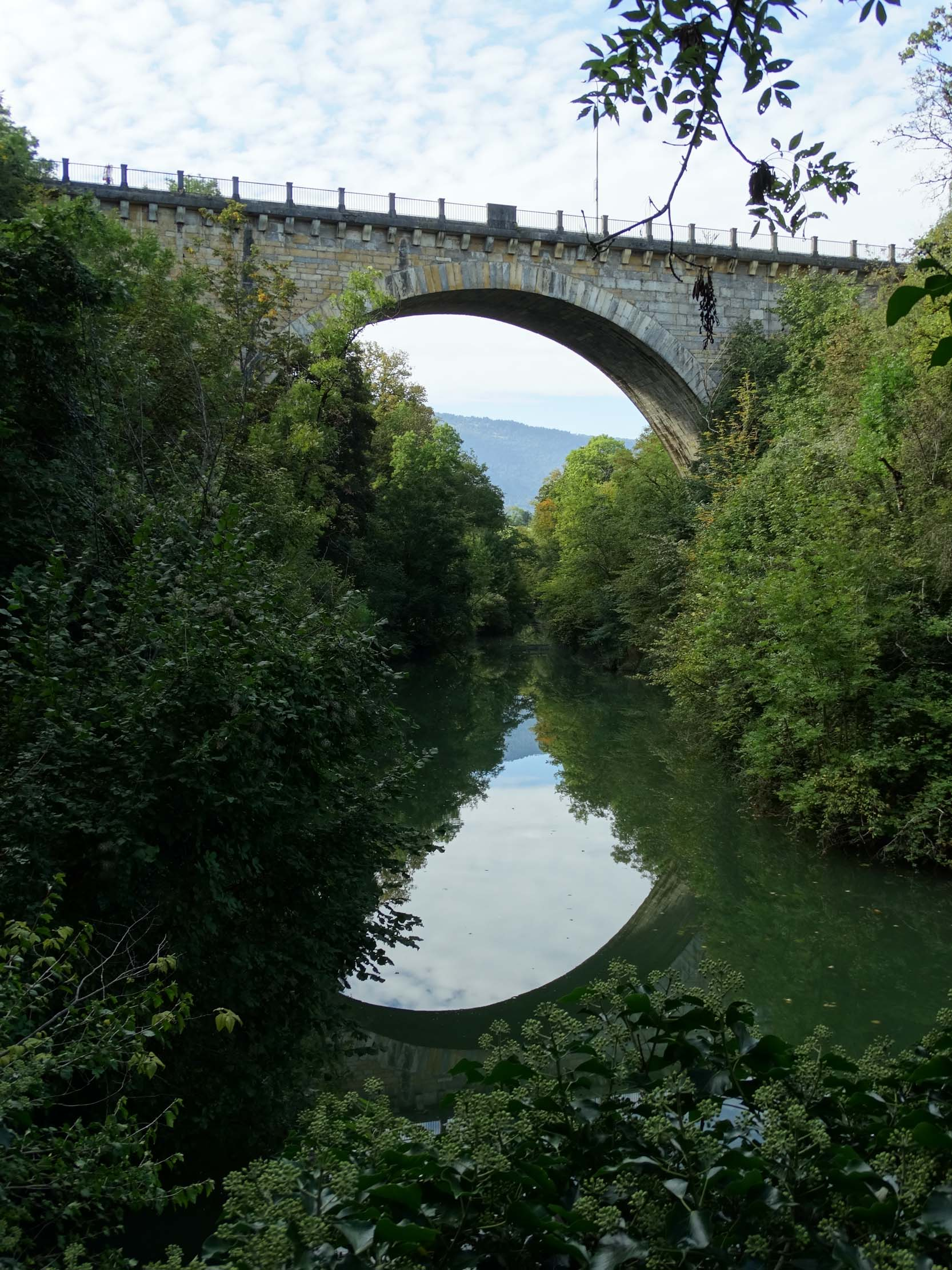
Pichard-Brücke in Orbe
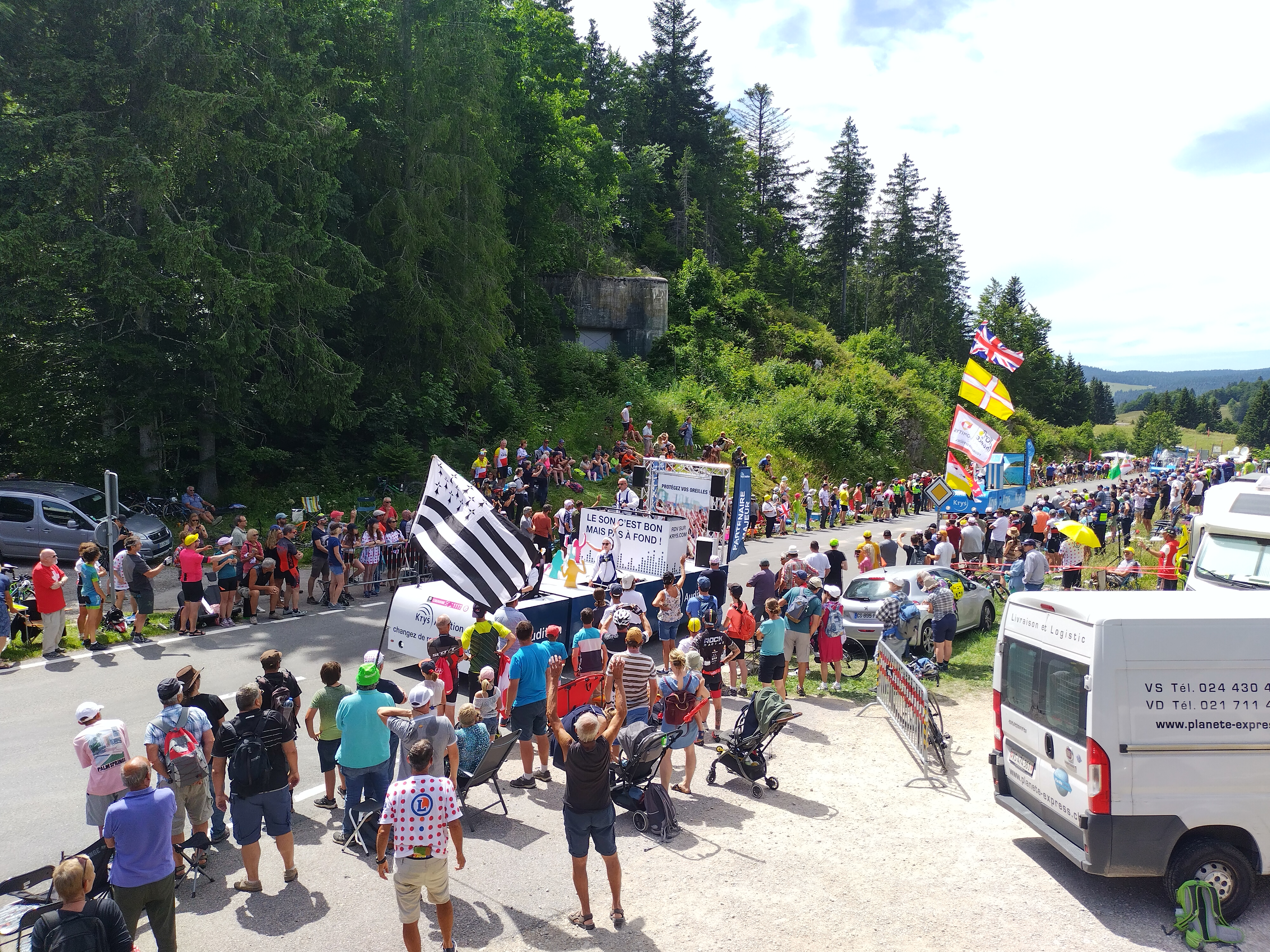
Tour de France auf dem Pass Pétra-Félix 2022
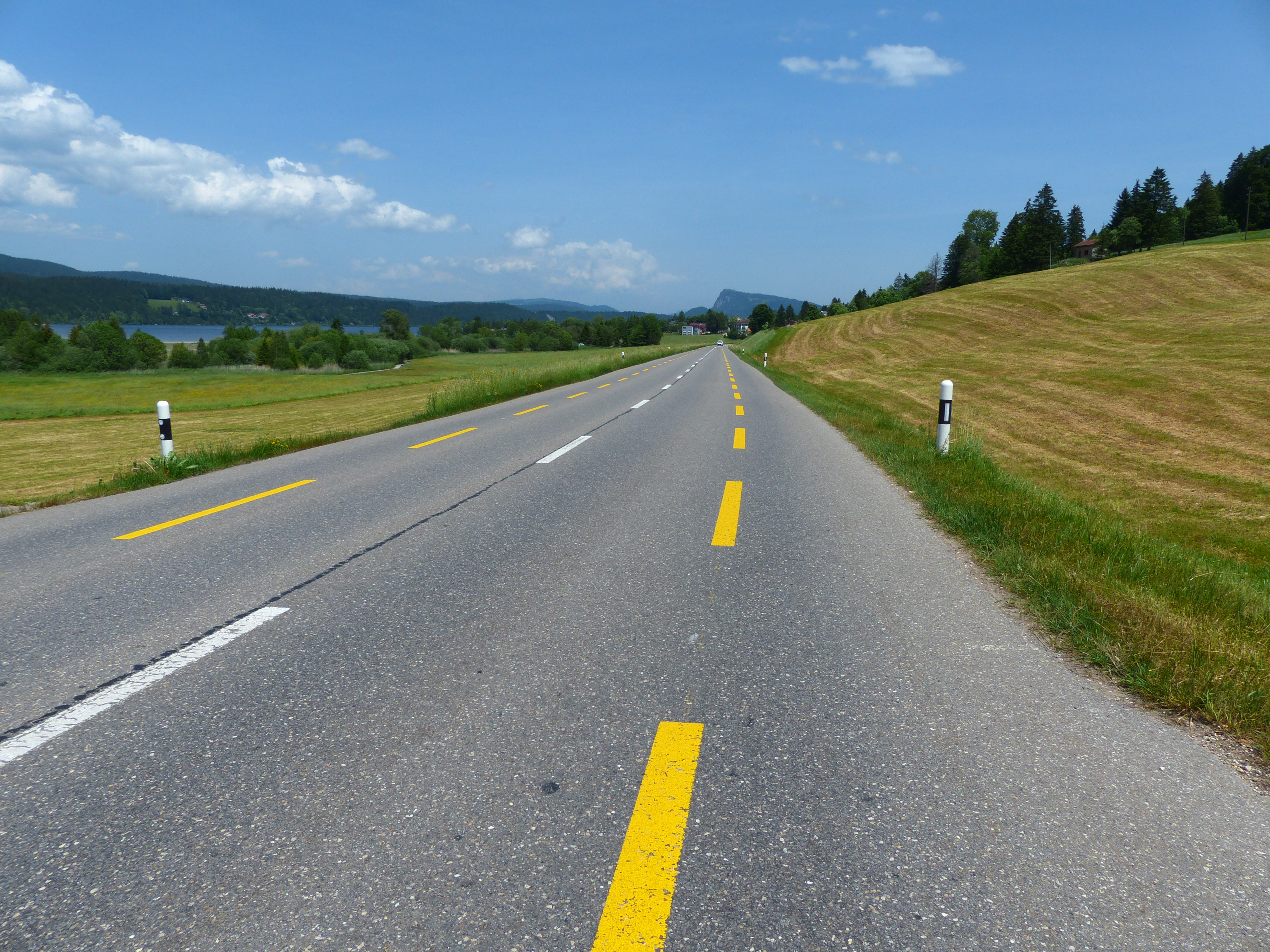
Strasse in L’Orient
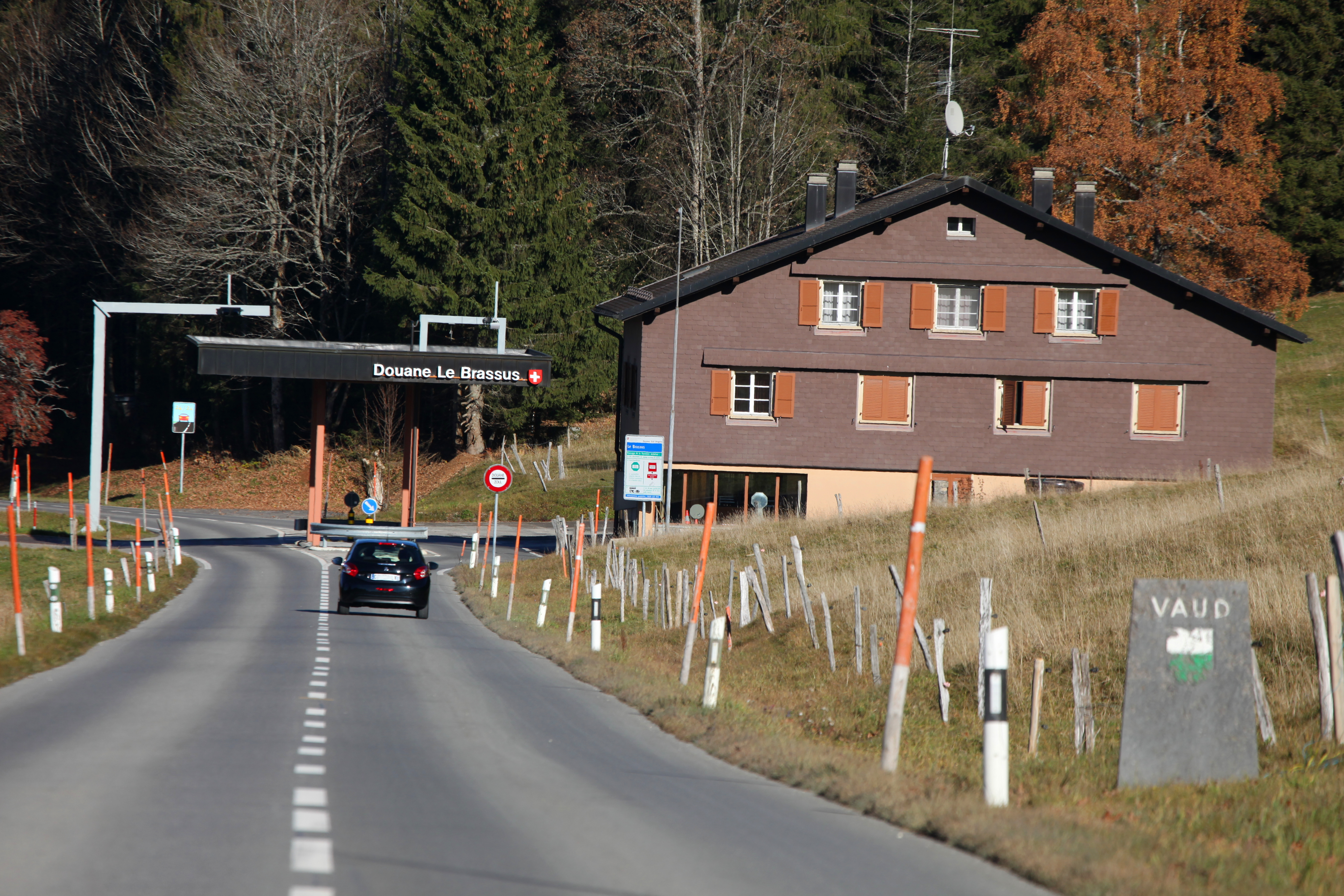
Zollstelle Le Brassus